# Клавдій II Готський
Марк Авре́лій Кла́вдій (лат. Marcus Aurelius Claudius); також знаний як Клавдій II Го́тський (лат. Claudius II Gothicus) — римський імператор, що правив у 268—270 роках під час Кризи III століття. Був одним з «солдатських імператорів». Завдяки своїй перемозі над готами у битві при Наїссі отримав титул «Великий переможець Готський». Помер у 270 році внаслідок епідемії Чуми Кипріяна.
З іллірійського роду він був першим з групи імператорів, які намагалися вирішити проблеми імперії в період загальної кризи 3 століття.

## Походження та родина
Марк Аврелій Клавдій народився 10 травня 213 або 214 року, однак деякі вчені також припускаються думки, що він народився у 219 або 220 році. Проте все ж таки більшість істориків дотримуються першої версії. Походив з Далмації чи Іллірикуму, проте також не виключено, що його батьківщиною була область Дарданія у Верхній Мезії.
Достовірних свідчень про родину Клавдія немає, хоча найімовірніше, що він походив зі скромної сім'ї сенаторського класу, не маючи престижного родоводу, пов'язаного з деякими представниками римської еліти. Його батько, ім'я якого залишається невідомим, ймовірно, був сенатором або військовим офіцером.Требеллій Полліон  повідомляє, що дехто вважав, що Клавдій "походить від предка троянців Іло і від самого Дардана", але ці припущення, очевидно, вигадані для подальшого звеличення Клавдія і його передбачуваних нащадків: сім'ї Костянтина. Требеллій Полліон також повідомляє, що у Клавдія було два брати: Квінтілл, який став його наступником, і Крисп, дочка якого - Клавдія вийшла заміж за якогось Євтропія і народила Констанція Хлора. 
Клавдій, Квінтілл і Крисп були братами, а Крисп мав дочку Клавдію; від неї та Євтропія, найшляхетнішого чоловіка з дарданського народу, народився Констанцій Кесарій. Було в нього ще кілька сестер, з яких одна, на ім'я Константина, була видана заміж за асирійського трибуна, але померла в ранньому віці. Про його дідів і прадідів ми знаємо дуже мало, бо більшість авторів передають різні відомості.
В Історії Августів кілька разів згадується, що Клавдій також використовував ім'я Флавій, але інших підтверджень цим фактам немає, і вони являють собою чергову спробу довести його зв'язок з династією Костянтина. Про дружину і дітей Клавдія немає жодної інформації.
Він був ознайомлений з основами літератури, риторики та математики. Зростаючи в кризовий період Римської імперії, Клавдій став свідком неспокійних часів і політичних інтриг, що охопили імперію. Цей досвід, ймовірно, відіграв певну роль у формуванні його розуміння викликів і складнощів римського правління. Був неймовірно сильним ще з самого дитинства.
...пальці мав такі сильні, що часто ударом кулака вибивав зуби коневі або мулові.  Такий подвиг він здійснив ще юнаком на військовій службі, коли брав участь у борцівському поєдинку між найсильнішими чемпіонами на видовищі в Кампусі Марція, влаштованому на честь Марса. Розсердившись на одного з борців, який вхопився за його інтимні місця замість пояса, він одним ударом кулака вибив йому всі зуби. Цей вчинок здобув йому прихильність, бо імператор Децій, який був присутній при цьому, привселюдно похвалив його мужність і скромність і подарував йому нарукавники та нашийники, але заборонив йому брати участь у змаганнях воїнів, побоюючись, щоб він не вчинив якогось жорстокішого вчинку, ніж того вимагала боротьба.

## Політична кар'єра

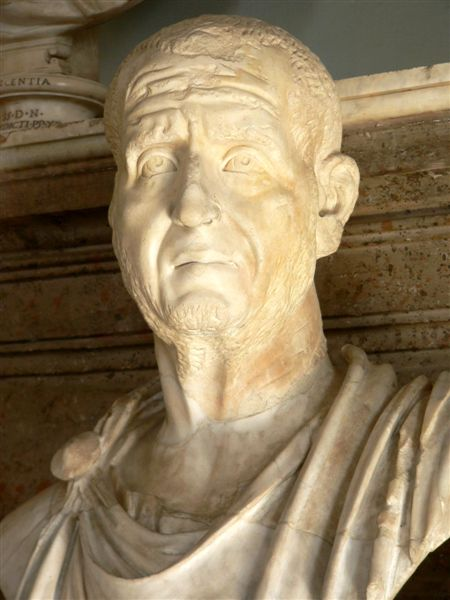
Децій Траян. При якому Клавдій вперше по-справжньому зміг проявити себе, як справжній полководець

Вступ Клавдія на військову службу став визначальним аспектом його раннього життя. Він виявив винятковий талант і лідерські якості, зарекомендувавши себе як здібний солдат і полководець, зробив непогану кар'єру і отримав призначення на високі посади. Під час правління Деція Траяна, між 249 і 251 роками, він був військовим трибуном. У цій якості Клавдій був відправлений захищати Фермопіли від готів, для чого губернатор Ахайї отримав наказ надіслати йому з Дарданії двісті воїнів, шістдесят вершників, шістдесят критських лучників і тисячу добре озброєних новобранців. Однак немає жодних доказів того, що готи в той час загрожували регіону, оскільки їхнє вторгнення не виходило за межі Середніх Балкан, тому повідомлення Історії Августів, найімовірніше, є не зовсім правдивим, адже гарнізон у Фермопілах зафіксований лише у 254 році. Крім того, Требеллій Полліон показує, що Децій нагородив Клавдія після того, як той продемонстрував свою силу під час бою з іншим солдатом на Марсових іграх.
За часів Валеріана Клавдій був трибуном V легіону, але інших свідчень про цей легіон немає, а його альтернатива, IV легіон, ймовірно, заснований Авреліаном, був дислокований в Аравії Петрейській на початку V століття.
Трибуном нашого найвідважнішого і найвірнішого П'ятого легіону, Марсіанського, ми призначили Клавдія, іллірійця за походженням, бо він перевершує всіх найвірніших і найвідважніших воїнів давнини. Щороку з нашої приватної скарбниці ви даватимете йому три тисячі пік пшениці, шість тисяч пік ячменю, дві тисячі фунтів сала, три тисячі п'ятсот пінт витриманого вина, сто п'ятдесят пінт найкращої олії, шістсот пінт олії другого сорту, двадцять пік солі, сто п'ятдесят фунтів воску, а також стільки сіна і соломи, дешевого вина, зелені і трав, скільки буде потрібно, тридцять півшкур для наметів; також шість мулів щороку, три коні щороку, п'ятдесят фунтів срібного посуду щороку, сто п'ятдесят філістерів, за нашою подобою, щороку, а в подарунок на Новий рік сорок сім філістерів і сто шістдесят три філістери.  Так само чашок, глечиків і горщиків одинадцять фунтів.

## Прихід до влади
У 268 році ситуація в Римській імперії погіршала, коли готи вторглися у Фракію, а також взяли в облогу Фессалоніки. 267 року герули здійснили морське вторгнення в причорноморські поселення, але зазнали невдачі в рейді на віфінійське узбережжя. Ця невдача змусила їх рушити на захід через Егейське море, щоб напасти на багаті, але погано захищені землі Греції, і по дорозі вони пограбували острови Лемнос і Скірос і висадилися в Аттиці, де спустошили Афіни. Потім вони перетнули Коринфський перешийок, недобудовані укріплення якого не змогли їх зупинити, і після цього повністю спустошили Коринф, Спарту і Аргос, і попрямували до Беотії, де зіткнулися з великою римською армією. Однак ці сили були недостатньо ефективними, щоб повністю зупинити ворога, хоча взимку їм вдалося відтіснити його на північ, в Епір і Македонію, де перебував Галлієн, який прибув з північної Італії. Нарешті, навесні 268 року, на кордоні між Македонією і Фракією, Галлієну вдалося розгромити варварів. Імператор уклав угоду з вождем герулів Навлобатом, надавши йому право вийти за межі імперії. У цей момент Галлієн отримав звістку, що його полководець Авреол спровокував заколот на півночі Італії, тому він одразу зрозумів серйозність ситуації: якщо він втратить контроль над цим регіоном, його становище стане відчайдушним, тому він зібрав велику армію і вирушив до Італії, щоб боротися з новою загрозою.

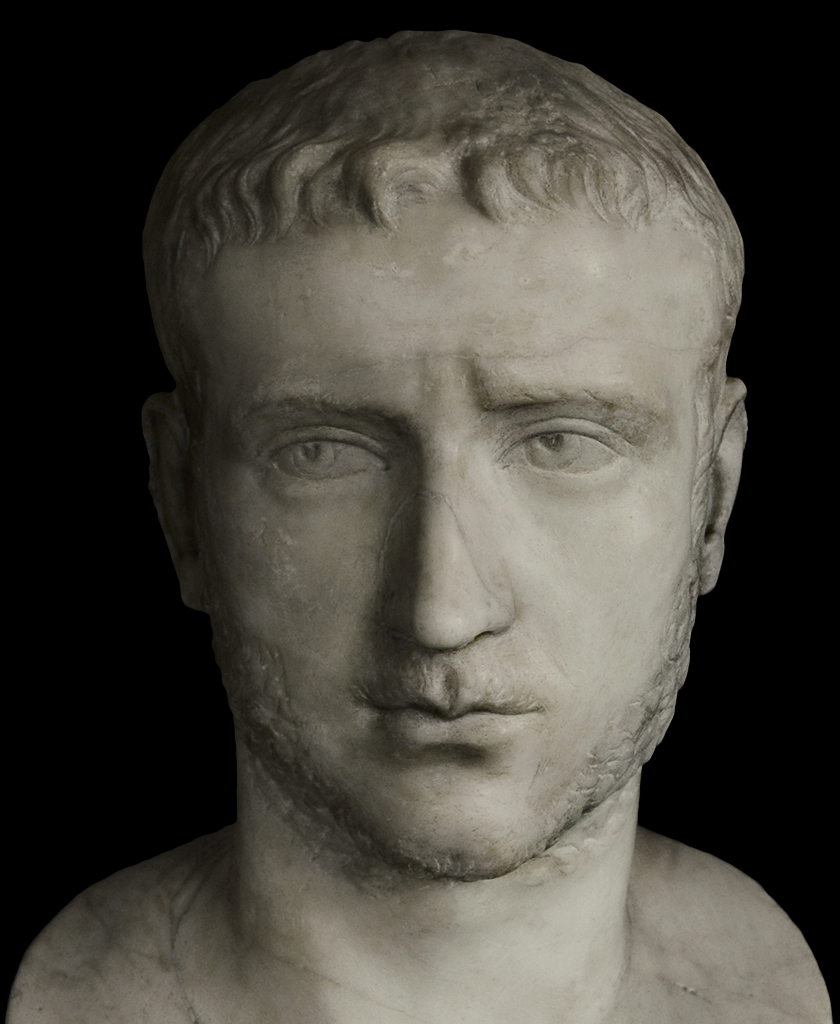
Імператор Галлієн

Замість того, щоб проголосити себе імператором, Авреол підтримав Постума, організувавши карбування монет з ім'ям цього галльського імператора на монетному дворі в Медіолані. Можливо, це було результатом переговорів, розпочатих між двома воєначальниками під час невдалої кампанії кількома роками раніше, але більш імовірно, що Авреол діяв самостійно, сподіваючись заручитися підтримкою рейнських легіонів у боротьбі проти Галлієна. У будь-якому випадку, він прорахувався, і Постум відмовився брати участь у ризикованому плані повстанського командира. На початку літа 268 року Галлієн зі своєю армією прибув до Північної Італії і одразу ж дав бій військам Авреола на місці, пізніше відомому як Міст Авреола, де війська повстанців зазнали поразки, а їхній ватажок відступив до Медіолана, який Галлієн негайно взяв в облогу.
Під час облоги Медіолану серед генералів Галлієна виникла змова, в якій брали участь особи, що досягли вершини своєї кар'єри саме за його правління. За свідченням Требеллія Полліона, організатором змови та натхненником вбивства Галлієна був префект преторія Аврелій Гераклій. Домовившись з Марціаном, як вказує Требеллій Полліон, він розпочав реалізацію свого плану.
Після вбивства Галієна Клавдій був проголошений цезарем. 
Коли ж він, ставши імператором, запитав, як довго йому судилося царювати, то було йому таке пророцтво:

"Ти, що керуєш тепер імперією батьків твоїх, що правиш світом, намісник богів, перевершиш старих людей у нащадках своїх; бо сини твої будуть правити, як монархи, і дітей своїх зроблять монархами". 
Тоді Авріол склав зброю і підкорився йому, хоча й спробував знову узурпувати трон, але був убитий солдатами. Клавдій був доброю і справедливою людиною, тому заборонив усім вимагати від імператора чогось незаконного. Бо імператор звик до того, що може дарувати незаконне, так що через це закони, які досі діють, беруть свій початок від держави. Одна жінка, село якої він отримав як імператорський подарунок ще до того, як став імператором, прийшла до нього і сказала: "Клавдій, командир кінноти, скривдив мене". Той відповів: "Те, що Клавдій забрав у тебе, будучи приватною особою, яка не зважала на закони, він тепер виправить, ставши імператором".

## Нестабільність в Римі
Після вбивства Галлієна і проголошення імператором Клавдія в Римі почалися заворушення, в результаті яких загинули родичі і симпатики загиблого імператора. У Римі сенат, дізнавшись про вбивство Галієна, стратив його брата і сина. Крім останнього, була вбита дружина імператора Корнелія Салоніна. Коли Постум все ще узурпував владу, а варвари, переправившись через Мезійське озеро в Азію і Європу, спустошували їх, відбувся сенат, на якому вирішувалося питання, з ким слід розпочати війну, і на якому Клавдій сказав: "Війна з узурпатором представляє для мене приватний інтерес, але війна з варварами - для держави, і їй треба віддати перевагу". 
Не повторюючи помилок Максиміна Фракійця, який залишився з військом на кордонах, і ретельно дотримуючись формальностей, Клавдій вирушив до Риму, ймовірно, взимку 268/269 року, де переконав сенат обожествити Галлієна, хоча більшість сенаторів були схильні засудити його damnatio memoriae. Цим Клавдій хотів підкреслити несправедливість вбивства свого попередника. Зрештою, Галлієна обожествили, поховали в родинній гробниці на Аппієвій дорозі, а монети, викарбувані в Римі, присвятили його пам'яті. Припускають, що Клавдій міг лобіювати це обожнення серед сенаторів, і, дійсно, закріплення божественного статусу за попередником часто розглядалося як демонстрація побожності, за прикладом Антоніна Пія з обожненням Адріана, і могло допомогти легітимізувати владу нового імператора та здобути підтримку тих, хто все ще залишався вірним Галлієну.

## На чолі війська
У 268 році на Італію напали готи. Після сходження на престол Клавдій виявив, що перед ним стоїть безліч проблем, які вимагали негайного вирішення. Самою невідкладної з них було вторгнення різних племен в Іллірії і Паннонії.

Римська імперія у 268 році нашої ери.

У листопаді 268 року він переміг їх військо у битві при Лакус Бернардус (тепер озеро Гарда). Після цього він отримав почесний титул перемоги Germanicus Maximus. 268 року він продовжував стримувати готів і після їх проникнення у Іллірію, Паннонію та Пелопонес відбулася битва при Наїссі (сучасний Ниш у Сербії), де Клавдій II разом з майбутнім імператором Авреліаном перемогли і вигнали готів із території імперії за Дунай на ціле століття. За цими перемогами і назвали Клавдія Готським.
В деяких битвах готська армія досягала 320 тисяч. До її складу входили такі народи: гревтунги, австроготи, тервінги, візи, гепіди (готські племена), бастарни, а також кельти і герули. На 2 тисячах кораблях вони напали на Мезію з Чорного моря. До цього Клавдій відправив Авреліана на чолі з кіннотою в Македонію, щоб захистити Іллірію від нападу, в той час як з основними силами він йшов на ворога.
"Отці-військовослужбовці, ви з подивом почуєте те, що є єдиною правдою. Триста двадцять тисяч варварів зі зброєю в руках прийшли на римську територію. Якщо я їх переможу, ви потребуватимете моїх послуг; якщо не переможу, то скажіть, що я прагну воювати після правління Галлієна..."

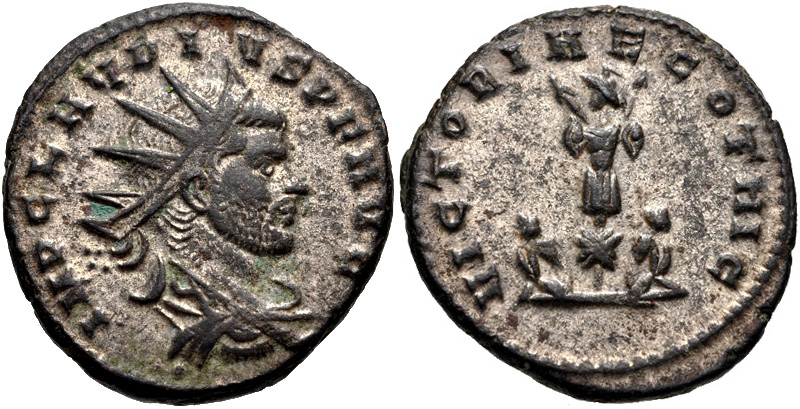
монета серії (лат. VICTORIAE GOTHICAE - «Готська перемога»).

В результаті низки битв загинуло до 50 тисяч солдатів противника. В результаті цієї перемоги готи були вигнані за межі Римської імперії, а Клавдій отримав титул перемоги «Готський», під яким і відомий. 
Цей успіх був відзначений випуском монет серії (лат. VICTORIAE GOTHICAE - «Готська перемога»). 
В цей же час нові загони перейшли через Дунай, щоб надати допомогу, але вони не досягли особливих успіхів; інша їх частина спробувала на кораблях герулів пробитися до міст на узбережжі Егейського моря, але також зустріла відсіч і зазнала поразки від римського флоту на чолі з намісником Єгипту Тенагіноном Пробом. Багато нападників, що потрапили в полон під час цих воєн, були зараховані в римську армію або розселені на півночі Балканського півострова в якості колоністів.
Про інтенсивне будівництво доріг в цій області свідчать збережені мильові камені. Перемога над готами та іншими племенами зробила значний внесок в справу по відновленню Римської імперії. Це був значний крок, що веде до подальших успіхів Авреліана та реформ Діоклетіана і Костянтина. Основними факторами розгрому нападників з Північного Причорномор'я були відсутність у них продовольства, що призвело до голоду, а також різні хвороби, що вразили солдат, особливо чума.
Таким чином, головним театром воєнних дій цього періоду були римські провінції Верхня і Нижня Мезія, а також Фракія. Після цього готи не перетинали кордони імперії ще майже сто років.

## Смерть
Наприкінці 269 року інший народ — вандали, напали на римську провінцію Паннонія. Клавдій II виступив проти них, залишивши в управління частину війська Авреліану. Однак на початку 269 року Клавдій II захворів на чуму Кипріяна і помер. Існує драматичніша версія смерті Клавдія. В книгах Сивіли було прочитано пророцтво про те, що для перемоги над ворогом необхідно принести в жертву лідера сенаторської верхівки. На той час це був Тиберій Помпоній Басс, але Клавдій сказав, що "ніхто в сенаторському стані не має переваги над самим імператором", і він сам пожертвував життям заради перемоги. З цього можна зробити висновок, що він загинув у бою, але прямо про це не сказано. Цілком ймовірно, що ця версія є лише риторичним прийомом, вставленим в розповідь про подвиги Клавдія, щоб представити його смерть від чуми, якою він заразився під час походу, як героїчну самопожертву. Дивно, що Требелій Полліон взагалі ігнорує цю версію, і що в його біографії Клавдій просто помер від чуми. Наступним імператором став його рідний брат,  Квінтілл, який правив усього близько пів року.
Сенат віддав останні почесті Клавдію — обожнивши його як «Divus Claudius» — Божествений Клавдій.

## Переможні титули та вшанування пам'яті
Титули
Клавдій II носив такі переможні титули: 
- «Великий переможець Германський» - з 269 року,

- «Великий переможець Готський» - з 269 року,
- «Великий переможець Парфянський» - з 270 року.

Владу народного трибуна отримував три рази: в 268 (в березні і 10 грудня) і в 269 р.
Вшанування пам'яті

На його честь у Римі поставили на ораторській трибуні срібну колону вагою 1.5 тис. фунтів . Після численних поразок і принизливих мирних договорів нарешті наступили перемоги. 
"Це він за короткий термін розтрощив готів. Переможця прославляли сенат, увесь народ, усі провінції, усі іноземні народності, всі покоління, всі міста. Всі прославляли надзвичайного героя статуями, прапорами, вінками, вівтарями і храмами".